# Negisi Szeiicsi
Negisi Szeiicsi (Tocsigi prefektúra, 1969. április 20. –) japán labdarúgó.

## Futsal-világbajnokság
A japán válogatott tagjaként részt vett az 1989-es futsal-világbajnokságon.